# Rochers de Naye
Rochers de Naye är en bergstopp i Schweiz. Den ligger i distriktet Riviera-Pays-d'Enhaut och kantonen Vaud, i den sydvästra delen av landet, 70 km sydväst om huvudstaden Bern och ovanför Montreux. Toppen på Rochers de Naye är 2 042 meter över havet.